# 大眼羊舌鮃
大眼羊舌鮃為輻鰭魚綱鰈形目鰈亞目鮃科的其中一種，分布於西南太平洋紐西蘭海域，棲息深度可達732公尺，體長可達25公分，棲息在底層水域，生活習性不明。

## 扩展阅读
維基物種上的相關：大眼羊舌鮃